# Thomastown, Victoria
Thomastown är en del av en befolkad plats i Australien. Den ligger i kommunen Whittlesea och delstaten Victoria, omkring 15 kilometer norr om delstatshuvudstaden Melbourne. Antalet invånare är 20 331.
Runt Thomastown är det mycket tätbefolkat, med 2 103 invånare per kvadratkilometer.. Närmaste större samhälle är Melbourne, omkring 15 kilometer söder om Thomastown. 
Runt Thomastown är det i huvudsak tätbebyggt. Genomsnittlig årsnederbörd är 1 244 millimeter. Den regnigaste månaden är juli, med i genomsnitt 140 mm nederbörd, och den torraste är januari, med 49 mm nederbörd.